# Miguel Ubeto
Miguel Armando Ubeto Aponte (nascido em 2 de setembro de 1976, em Caracas) é um ciclista profissional venezuelano. Competiu nos Jogos Pan-Americanos de 2015.